# 函館朝市
座標: 北緯41度46分21秒 東経140度43分31秒 / 北緯41.772555度 東経140.725382度

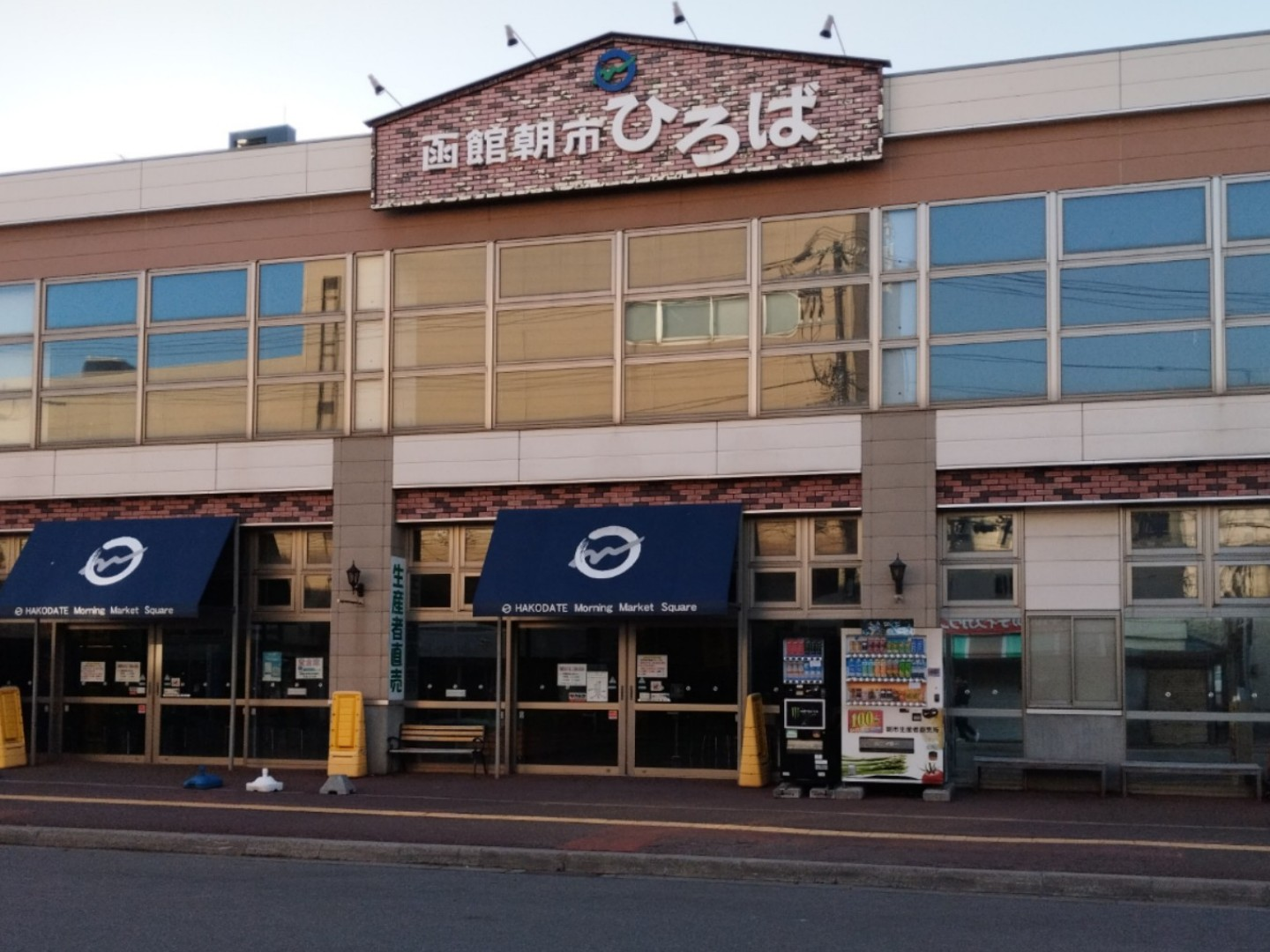
函館朝市ひろば（2025年）

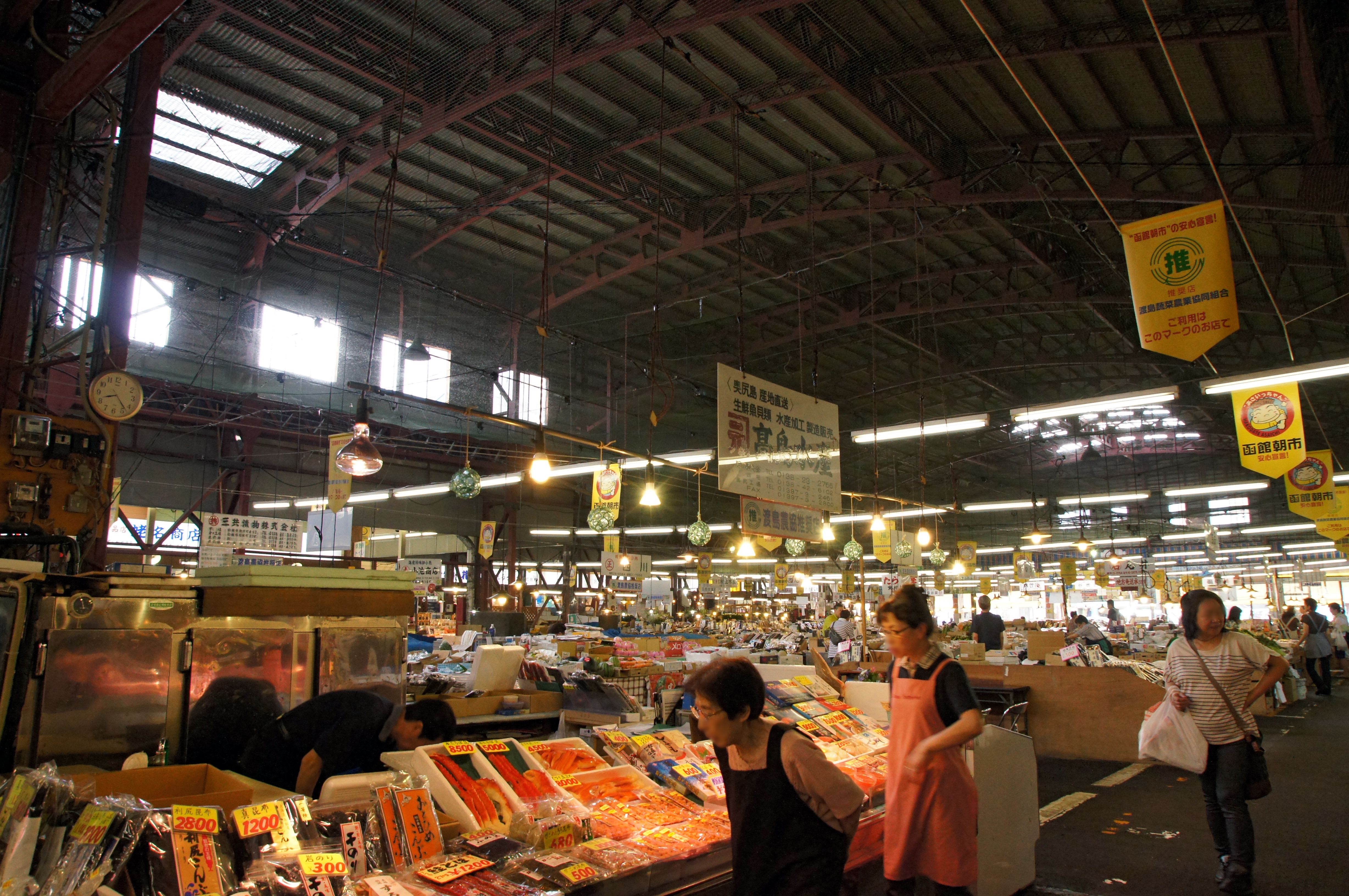
旧・渡島ドーム（2012年）
現存していない

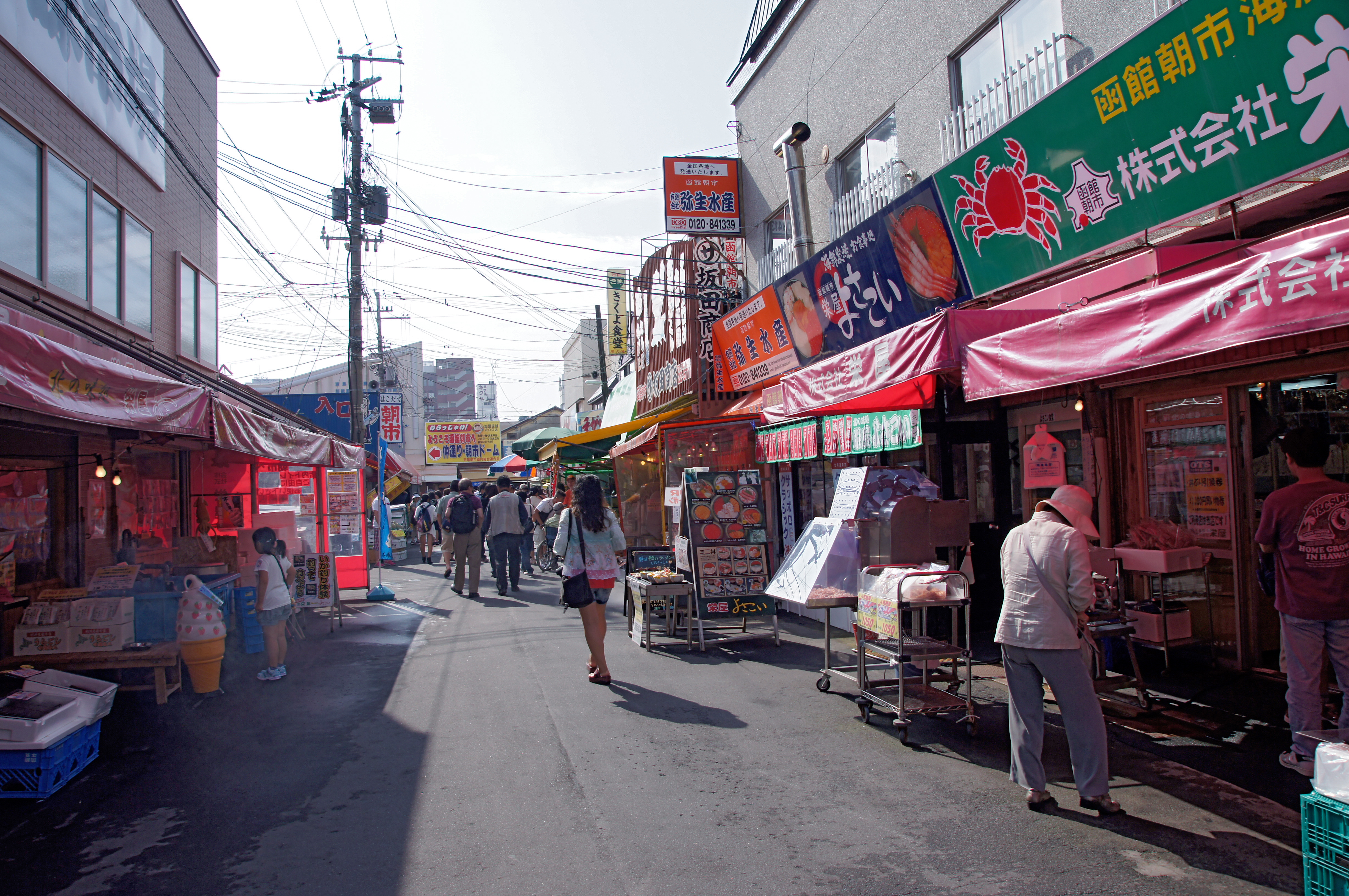
巴通り（2012年）

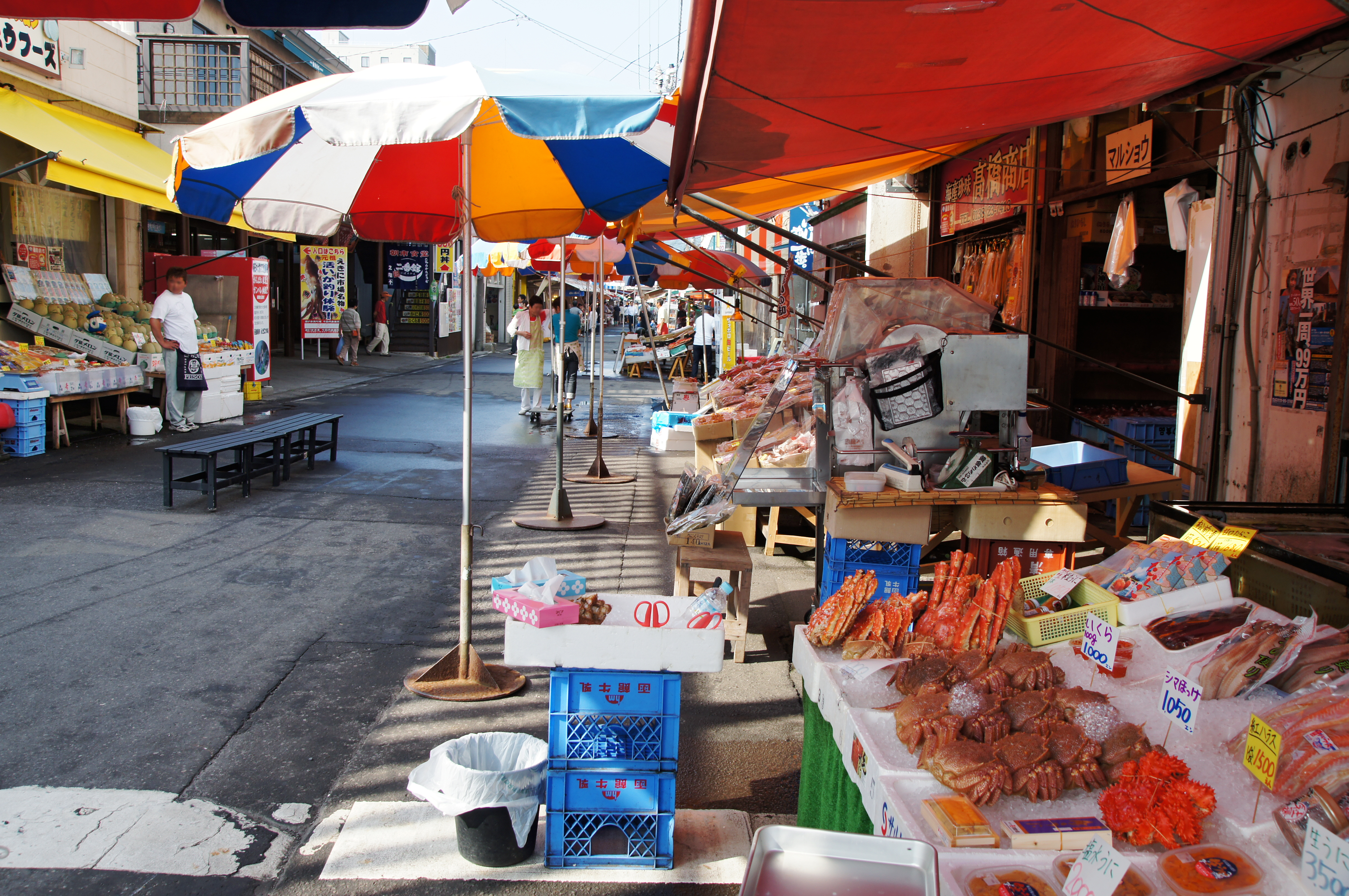
朝市仲通り（2012年）

函館朝市（はこだてあさいち）は、北海道函館市若松町にある市場である。

## 概要
戦後間もない1945年（昭和20年）、函館駅前で農家が野菜の立ち売りをしたのが始まりである。第二次世界大戦後の混乱期、青森から青函連絡船を通じて当時統制品の米も持ち込まれたので一部は闇市とみなされた（函館の闇市については大門広小路も参照）。包装用の新聞紙が散乱し露店取引追放運動にも発展することがあったという。その後3度移転し、1956年（昭和31年）に現在の場所となった。1960年代前半には新鮮で安いとの評判で約400店舗を擁するようになり「市民の台所」と言われるほど発展した。その後、郊外が発展、スーパーマーケットが開店するようになり、1975年（昭和50年）の中央卸売市場の開場、1976年（昭和51年）のアメリカやソ連の漁業専管水域200カイリ宣言による北洋漁業衰退の影響により関連労働者による需要減の打撃を受け、観光化で生き残ることになった。観光化により商品の高級化が進み、本来の主要な顧客である函館市民が買い物に訪れることもなくなったが、2016年（平成28年）現在、函館の観光スポットの一つとして認知されるようになり、メディアへ登場する頻度も高く、映画やドラマのロケ地として使用されることも珍しくない。ブランド力を高める取り組みとして「函館朝市」を商標登録（2006年<平成18年>）し、独自で一店逸品ブランド「セレクト朝市」の選定を行っており、商品は函館市のふるさと納税の返礼品に採用されている。
2013年（平成25年）、函館朝市の中心的な施設であった「渡島蔬菜農業協同組合ドーム」（通称：渡島ドーム）が老朽化により取り壊され、2014年（平成26年）4月12日、新たな施設「函館朝市ひろば」が開業した。
昨今の高齢化や後継者不足、2020年（令和2年）からの新型コロナウイルス感染症の外出自粛により集客困難で閉店が目立つようになった。また海の環境変化による魚種の変化も起きている。
定休日は水曜とする店舗が多く、営業時間は概ね6時から14時ごろである。なお、飲食店は夜まで営業する店もある。

### まちづくり
市の魚『イカ』関連
1987年（昭和62年）から1990年（平成2年）まで北海道中小企業家同友会函館支部が考案・実行したイカを活用した函館のまちづくり構想「イカノポリス計画」のプレゼンテーションパネルが展示され、2007年（平成19年）にディスプレイ業の東邦商事が函館朝市えきに市場にイカ液晶を表面に塗装したイカモニュメントを寄贈している。
ふるさと創生事業（1億円）関連
参考までに国のふるさと創生事業（ふるさと創生一億円事業、正式名称は自ら考え自ら行う地域づくり事業）の際の市民アイディアとして出されたものに「イカ釣り掘りの設置」があった。2003年（平成15年）函館朝市えきに市場内に設置された。
水族館関連
2019年（令和元年）からは日本財団の支援を受けたBlue Commons Japanによってえきに市場内に「函館朝市ミニ水族館」を設置、運営を開始した。函館では水族館計画（1988年<昭和63年>に「湯の川マリンパーク構想」、2000年<平成12年>に「函館アクアコミュニティ構想」、2006年<平成18年>に「海の生態科学館」）があったが、実現には至っていない。函館市は朝市内ではないが、2004年（平成16年）よりプラズマディスプレイを利用した「まちかどデジタル水族館」の設置をしていた。

### 災害
現在地では元々津波被害が繰り返される場所である。代表的なものとして1960年（昭和35年）のチリ地震と2011年（平成23年）の東日本大震災である。
東日本大震災では津波被害によって大半の店舗が被災した。函館市役所職員300人と地元の若手経営者で組織する函館黒船地域活性化協議会の会員50人の支援により、4月1日には営業を再開することができた。ただ北海道新聞によると、3月12日から14日の時点の取材をベースに分析すると損害保険の適用外になるのではと報じている。

### 年表
- 1945年（昭和20年）
  - 8月15日 - 第二次世界大戦終戦
  - 以降 - 函館駅前で野菜の立ち売りがはじまる
- 1946年（昭和21年） - 北海道ガス敷地や高砂町（現・若松町）の憲兵隊分隊跡で販売
- 1949年（昭和24年） - 函館駅二商業協同組合設立[6]
- 1950年（昭和25年） - 函館駅鉄道荷さばき所前に移転
- 1950年（昭和25年） - 現・函館市役所横の郵政省空地（現・NTT東日本函館支店、日本銀行函館支店）に移転
- 1956年（昭和31年） - 現在地に移転
- 1962年（昭和37年）- 渡島ドーム完成
- 1981年（昭和56年） - 共同店舗のえきに市場建設[6]
- 2003年（平成15年） - えきに市場、元祖いか釣り堀開設[6]
- 2006年（平成18年） 
  - 月日不明 -「函館朝市」を商標登録
  - 月日不明 - えきに市場、朝市食堂二番館開設[6]
- 2011年（平成23年）3月11日 - 東日本大震災津波被災
- 2014年（平成26年） - 函館朝市ひろば完成
- 2019年（令和元年） - Blue Commons Japanが「函館朝市ミニ水族館」設置

## 店舗
函館朝市の信用と秩序を保つ連合会推奨店看板・あさいっちゃん推奨店看板（あさいっちゃんマーク）を掲げている連合会および渡島蔬菜農業協同組合加盟店による約150店舗。函館朝市協同組合連合会：約160店舗（4法人・3任意組合・1株式会社・7個人）。渡島蔬菜農業協同組合、あさいっちゃん会、その他周辺店舗を合わせて約280店舗。
函館駅側より
- 函館朝市どんぶり横丁 - 函館朝市第一商業協同組合運営のフードコート
- 函館朝市駅二市場 - 函館駅二商業協同組合
- 函館朝市ひろば - 旧・渡島ドーム。渡島蔬菜農業協同組合他

函館市青函連絡船記念館摩周丸側の区画にも店舗がある。

## アクセス
- 函館駅 - JR北海道・道南いさりび鉄道
- 函館市電函館駅前駅から徒歩1分
- 函館駅前バスターミナル
  - 函館バスの路線バス、函館駅前停留場
  - 函館タクシー（函館帝産バスブランド）の函館空港連絡バス・津軽海峡フェリー連絡バス
  - 北海道中央バス・北都交通・函館バスの都市間高速バス「高速はこだて号」
  - 北海道バスの都市間高速バス「函館特急ニュースター号」
- 北海道バスの路線バス、函館朝市前停留場